# 金朱烈
金朱烈（：／；1944年10月7日—1960年3月15日），是一位韓國學生，在参加针对3·15舞弊选举的抗议时身亡。

## 生平
金朱烈生于全罗北道南原邑翁井里，本贯为金海金氏，是金家三个儿子和两个女儿中的第二个儿子和第四个孩子。他1956年从金池东初等学校毕业，1960年从南原市金池中学校毕业，随后进入马山商业高校学习。同年4月11日，亦即在他参加针对3·15舞弊选举的抗议时失踪27天后，人们在昌原郡马山中央码头附近的水中发现了一具遗体，该遗体的头骨被20厘米长催泪弹贯穿，从后脑勺直通眼睛，而该遗体被认定为金朱烈。遗体的脚部绑着石头，此举被人们认为是警方在试图毁尸灭迹。4月11日，釜山日报记者许钟以文章的形式将他的死讯和遗体发现的消息传遍了全国，进而令民怨达到了顶点。
4月19日，數千名來自高麗大學的學生在青瓦台遊行，并要求李承晚下台，引致警方对示威者开火。4月25日，包括大學教授在内的大批市民加入抗議行列，而李承晚最终于4月26日辞职下台，此即“四·一九运动”。

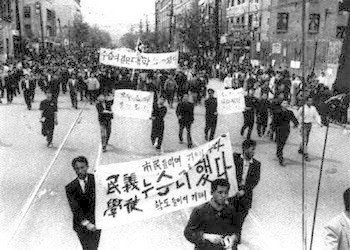
四·一九运动

向金朱烈发射催泪弹的马山警察局警员朴钟杓被判无期徒刑。

## 逝世后
死后，他被葬在他的故乡——全罗北道南原市金池面，而位于庆尚南道昌原市马山会原区的国立3·15民主公墓亦设有他的衣冠冢。2010年4月11日，金朱烈逝世50年后，在马山中央码头为他举行了泛国葬。

## 教育
- 金池东初等学校（英语：금지동초등학교）
- 金池中学校（英语：금지중학교）
- 马山龙马高等学校（英语：마산용마고등학교）

## 家族
- 祖父：金泰中
- 父：金在桂（1922年－1965年）
- 母：权灿珠（1920年－1989年7月5日）
- 兄长：金光烈（1942年－1985年)
- 长姐：金英子（1936年－）
- 二姐：金京子（1941年－）
- 弟弟：金吉英（1955年－）
- 堂兄：金炳吾（朝鲜语：김병오）（1935年生，第11、14届国会议员）

## 相关创作
- MBC TV第二共和國（朝鲜语：제2공화국 (드라마)）第8集（1989年播出） - 金成斗饰金朱烈
- 民主火炬金朱烈殉难纪录片[7]
- 《姐姐的三月（朝鲜语：누나의 3월）》MBC庆南、MBC